# Feiertage in Liechtenstein
Feiertage in Liechtenstein werden im Gesetz über die Arbeit in Industrie, Gewerbe und Handel (Arbeitsgesetz) Art. 18 Abs. 2 festgelegt und sind den Sonntagen gleichgestellt.

## Gesetzliche Feiertage
Die 13 gesetzlichen Feiertage in Liechtenstein gelten landesweit einheitlich. Wie in den meisten europäischen Staaten werden Ostersonntag und Pfingstsonntag nicht als gesetzliche Feiertage aufgeführt.
| Feiertag                           | Datum               |
| ---------------------------------- | ------------------- |
| Neujahr                            | 1. Januar           |
| Heilige Drei Könige                | 6. Januar           |
| Ostermontag                        | Montag nach Ostern  |
| Tag der Arbeit                     | 1. Mai              |
| Auffahrt                           | 39 Tage nach Ostern |
| Pfingstmontag                      | 50 Tage nach Ostern |
| Fronleichnam                       | 60 Tage nach Ostern |
| Staatsfeiertag (Mariä Himmelfahrt) | 15. August          |
| Mariä Geburt                       | 8. September        |
| Allerheiligen                      | 1. November         |
| Mariä Empfängnis                   | 8. Dezember         |
| Weihnachten                        | 25. Dezember        |
| Stephanstag                        | 26. Dezember        |

## Arbeitsfreie Tage
Neben den gesetzlichen Feiertagen gibt es zwei weitere Feiertage, die auf Grund von Gesamtarbeitsverträgen einzelner Berufsgruppen als bezahlte Feiertage gelten können.
| Feiertag  | Datum      |
| --------- | ---------- |
| Lichtmess | 2. Februar |
| Josefstag | 19. März   |

Ausserdem gelten folgende Feiertage landeseinheitlich als Bankfeiertage
| Feiertag          | Datum              |
| ----------------- | ------------------ |
| Berchtoldstag     | 2. Januar          |
| Fasnachtsdienstag | 47 Tage vor Ostern |
| Karfreitag        | Freitag vor Ostern |
| Heiligabend       | 24. Dezember       |
| Silvester         | 31. Dezember       |